# Wanda Stuart
Vanda Susana Ângelo Pereira (Lisboa, 6 de Janeiro de 1968), que utiliza o nome artístico Wanda Stuart, é uma cantora, actriz, apresentadora e produtora portuguesa.

## Biografia
Wanda Stuart nasceu no dia 6 de Janeiro de 1968. Filha de uma cabo-verdiana, Maria Stuart e de pai português, Avelino Alves Pereira, nasceu nos Olivais e foi a mais nova de dez irmãos. Desde cedo sempre mostrou aptidão para o mundo do espetáculo. O pai, militar de profissão, não via com bons olhos a sua inserção no meio artístico muito devido à grande diferença de idades que os separava, 50 anos. Ao mesmo tempo que tirava o ensino secundário, fez audições para o Instituto Gregoriano de Lisboa e trabalhou para pagar as próprias aulas, cantando em bares, hotéis e casinos de música ao vivo. Do repertório escolhido faziam parte músicas de cantores como Rita Coolidge, Queen e Carmen Miranda.
Teve as suas próprias bandas: uma de rock, outra de country e uma de música popular portuguesa.
A sua grande estreia aconteceu numa Festa do Avante depois de ter conhecer Nuno Gomes dos Santos, jornalista e militante do partido comunista.
Mais tarde é convidada por Júlio Isidro, que assistiu a uma das suas muitas performances ao vivo, para cantar no seu programa “Lugar ao Sol” gravado para a RTP1, onde interpreta um tema original de João Cruz, sendo elogiada por um júri composto por Marco Paulo, São José Lapa e Carlos Guilherme.
Começou por cantar em bares de música ao vivo e teve aulas de canto no Instituto Gregoriano de Lisboa.
Em 1992 ingressa na Companhia de Teatro de Filipe La Féria. Fez parte do elenco do programa “Grande Noite” da RTP1. Foi uma das protagonistas de "Maldita Cocaína" e "Cabaret". Participou na revista "De Afonso a Henriques a Mário Soares".
Em 1996 pinta o cabelo de azul, que acaba por se tornar a sua imagem de marca.
Apresentou várias galas “Noite dos Travestis”, a convite do cronista Carlos Castro e da Associação Abraço.
Foi vestida por Zé Carlos, Luís Barbeiro, Fátima Lopes, Augustus e João Rôlo,apresentando e atuando em diversas edições do Moda Lisboa e Portugal Fashion e outros eventos de moda no país.
Participa em Galas e Programas Televisivos como cantora.
Em 1999, a convite do realizador Wolf Maya parte pela primeira vez para o Brasil onde, durante 3 meses, participou no espetáculo "Fênix & Stuart".
Em 2003 participa no programa "Academia de Famosos" da TVI, chega à final alcançando o 4º lugar. É aí que se torna conhecida de grande parte do público, já com cerca de 20 anos de carreira.
É primeira figura, juntamente com Henrique Feist do espetáculo "Grandes Mestres do Musical Americano" de João Pereira Bastos.
Lança o álbum Animais Nocturnos, seu primeiro trabalho de originais. O espetáculo homónimo estreou no Casino Estoril e percorreu diversas salas do país.
Em 2007, protagonizou o musical Música no Coração de Filipe La Féria.
Foi cabeça de cartaz no Teatro Politeama em Lisboa e no Teatro Rivoli no Porto, com o papel de Édith Piaf no espectáculo "Piaf" também de Filipe La Féria.
Em 2011, participou no Festival RTP da Canção com a música “Chegar à Tua Voz”, conquistando o 4º lugar.
É também produtora dos seus próprios espetáculos dos quais se destacam "Wanda Sonora, Banda Stuart", "Animais Nocturnos" e "Wanda Stuart, Canta Piaf".
Já com 30 anos de carreira, e depois de uma temporada no Brasil, repõe o espetáculo "Wanda Stuart Canta Piaf".
Em 2013, sagrou-se a vencedora da 3ª Edição do talent-show A Tua Cara não Me É Estranha (3ª edição) da TVI.
Em 2014 participa no A Tua Cara não me é Estranha: Kids e protagoniza o musical "Tomorrow Morning".
É fundadora e professora numa escola de musicais para crianças e jovens, os "Kids on Broadway", onde leciona até hoje.
Cantora residente, juntamente com Rui Andrade e Telmo Miranda, na rubrica Mini-Concerto do programa matinal Você na TV! da TVI.
É casada com Nélson Cabrita de quem tem uma filha Eva, nascida a 3 de Outubro de 2005. “O maior papel da minha vida”, defende.
Em 2021, foi eleita vogal da Junta de Freguesia dos Olivais, pela Coligação Mais Lisboa (PS/Livre), tendo assumido o pelouro das Políticas Culturais para o mandato 2021-2025.

## Teatro Musical

### "Maldita Cocaína"
Foi João Baião que a incentivou a fazer uma audição para o musical “Maldita Cocaína” de Filipe La Féria. Prestando provas de canto, dança e representação surpreende e é escolhida para o elenco do espetáculo sendo-lhe atribuída a personagem Eva, uma prostituta de cabaret dos anos 20.
“Maldita Cocaína”  estreia no remodelado Teatro Politeama em 1992. Concebido e encenado por Filipe La Féria, tem no seu elenco nomes como o de Ruy de Carvalho, Varela Silva, Simone de Oliveira, Curado Ribeiro, Manuela Maria, Manuel Coelho, entre outros. Wanda foi a grande revelação do espectáculo musical que conquistou cerca de 120.000 espectadores em 10 meses de representações e que lançou artistas como Camané, Henrique Feist ou Sílvia Rizzo.

### "De Afonso Henriques a Mário Soares"
Já em 1995 surge como umas das protagonistas de “De Afonso Henriques a Mário Soares”, revista à portuguesa de Filipe La Féria, onde desempenhou nove papéis distintos dos quais se destacam a Rainha de Santa Isabel, Leonor Telles Beleza e Maria Cavaco Silva.
Para o espetáculo Wanda adoptou um penteado arrojado, preto e vermelho. Do elenco faziam parte actores como Carlos Paulo, Rita Ribeiro, José Manuel Rosado, Carlos Quintas, Henrique Feist, João Baião, Joaquim Monchique e Maria de Lima, entre outros.

### "Música no Coração"
Em 2007 integra o elenco do musical Música no Coração, adaptação nacional de Filipe La Féria.
O espetáculo conta a história da família de cantores Von Trapp a partir do momento em que a, até então, noviça Maria é contratada como ama dos sete filhos do Capitão Von Trapp, com quem viria a casar.
Wanda regressa assim à “casa” onde se estreou, substituindo Lúcia Moniz e partilhando o papel de Maria com Anabela, alternadamente.
Este espetáculo estreou em 2006 no Teatro Politeama, permanecendo em cartaz por mais de um 1 ano, e seguiu em digressão para a cidade do Porto, onde esteve uma longa temporada no Teatro Rivoli.
Do elenco principal faziam parte Carlos Quintas, Vera Mónica, Joel Branco, Lia Altavila, Helena Vieira e Helena Afonso.

#### Recepção Crítica
| “ | (...) É certo que gostava de ter visto a Anabela no papel da graciosa Maria Von Trapp, mas a Wanda Stuart conseguiu criar a sua, afastando-se habilmente da exuberância que a caracteriza. Parabéns a toda a equipa! | ” |
|   | — Blog "Por Outras Palavras". |   |

### "Piaf"
Em 2009 estreia como protagonista, no papel da cantora francesa Édith Piaf, o espetáculo "Piaf" de Pam Gems. Esta adaptação de Filipe La Féria narra a história de vida da malograda artista, considerada por muitos uma das melhores vozes de sempre.
A peça remonta aos tempos em que se prostituía e cantava pelas ruas de Paris, passando pelos momentos de glória nos mais diversos palcos do mundo, pelos fracassos amorosos, pelos excessos de álcool e substâncias nocivas e culminando com a sua morte prematura, aos 47 anos.
O espetáculo estreou em Maio na Ilha Terceira, nos Açores, integrando o programa do XI Festival de Teatro de Angra do Heroísmo. Segue depois para o Porto, onde esteve em cartaz no pequeno auditório do Teatro Rivoli. Em Julho, estreia no Teatro Politeama, em Lisboa.Em Setembro, comemorou a 100ª representação contando com mais de 80 000 espetadores e sessões absolutamente esgotadas.
Do elenco faziam parte Sónia Lisboa, que alternava o papel da protagonista com Wanda, Noémia Costa, Paula Sá, Mafalda Drummond, Rui Andrade, Bruno Galvão, Ruben Madureira e Ricardo Loscar, bem como um coro de vozes masculinas composto por Nuno Barbosa, Jorge Pereira, Arménio Pimenta, Paulo Silva, Tiago Pirralho e Vasco Costa.

#### Recepção Crítica
As críticas foram positivas e enalteceram tanto o espetáculo em si como a performance dos atores, nomeadamente das protagonistas. A interpretação de Wanda recolheu rasgados elogios, naquele que considerou ser "um degrau na carreira".
Em baixo, ficam algumas críticas de figuras públicas que assistiram ao espetáculo:
| “ | Com wanda Stuart e um elenco super. De grande sensibilidade, emoção a rodos e a conatr a vida do "pardalito" de Paris. Imperdível! | ” |
|   | — Carlos Castro. |   |

| “ | (...) Acho que a Wanda Stuart fez um papel fabuloso, de uma grande versatilidade. A Édith Piaf tinha uma voz fantástica e foi muito bem recriada pela Wanda, que merece os meus sinceros parabéns! | ” |
|   | — Maria Osório de Castro. |   |

| “ | A Wanda Stuart é fantástica, nem tenho palavras para a descrever. | ” |
|   | — Cláudia Jacques.                                                |   |

| “ | Vozes fantásticas! Não só da Wanda Stuart mas do resto do elenco. venham ver! | ” |
|   | — Paulo Sassetti.                                                             |   |

| “ | (...)Wanda Stuart, que conheço bem e admiro há anos, brinda-nos com uma performance quase expressionista, com a voz que todos conhecemos, e um gosto excessivo pelo gesto, pelo ritus facial, pela expressividade do corpo, como uma emanação da alma. Devo confessar que de início não aderi logo, mas depois aplaudi entusiasmado. | ” |
|   | — Lauro António. |   |

## "One Woman Show"

### "Wanda Sonora, Banda Stuart"
Em 1996 estreia o primeiro espetáculo da sua autoria com produção de Joaquim Barroso e guarda-roupa de Zé Carlos. Acompanhada por seis músicos e um grupo de bailarinos, Wanda recriou várias cantoras e atrizes da 7ª Arte, através dos seus enormes êxitos, tais como Marilyn Monroe, Judy Garland, Barbra Streisand, Bette Midler e Liza Minnelli, entre outras. A apresentação do espectáculo teve lugar no Ritz Club em Lisboa e posteriormente em diferentes salas do país.

### Discoteca Trumps
Depois de ter apresentado “Wanda Sonora, Banda Stuart” na conhecida discoteca lisboeta, pela mão de Artur Esteves e Pedro Dias, concebe “Trumpenstein”, um espetáculo de travesti feminino, partilhado com Nani Lima, a já falecida atriz brasileira Mara Manzan e dois bailarinos. A este show seguiram-se “Wanda a Broad & Bot Fly Away” e “Music”, ambos com o grupo de bailarinos Fly Dancers, que ainda hoje a acompanham em diversos espetáculos.

### "Fênix & Stuart"
Em 1999 ruma, pela primeira vez, ao Brasil onde, em parceria com o actor e realizador Wolf Maya, concebe o espetáculo "Fênix & Stuart".que, ao longo de três meses esgotou lotações. Críticos e público ficaram rendidos ao seu talento, elogiado também por atores brasileiros como Francisco Cuoco, Betty Faria ou Natália Timberg.

### "Grandes Mestres do Musical Americano"
Entre Janeiro e Julho de 2003, juntamente com os irmãos Feist, participa na série-palestra “Grandes Mestres do Musical Americano” de João Pereira Bastos, no Teatro São Luiz. O espectáculo homenageava, entre breves notas biográficas e inesquecíveis canções, alguns dos maiores compositores de todos os tempos, tais como, George Gershwin, Richard Rodgers, Oscar Hammerstein II ou Cole Porter.
O espectáculo foi reposto sob o título “De Regresso à Broadaway - Os Melhores Momentos de Os Grandes Mestres do Musical Americano” e já em 2004 em “Era Uma Vez a Broadway…”, na inauguração do Teatro Micaelense em Ponta Delgada, Açores.

### "Esta Vida é uma Cantiga"
Entre 2002 e 2003 esteve envolvida no projeto “Esta Vida é uma Cantiga” de Henrique Feist, para o encerramento das festas do Parque Mayer e, mais tarde, no Teatro São Luiz. Do elenco faziam parte Henrique Feist, Vanessa Silva, Lucília São Lourenço e a participação especial das fadistas Fernanda Baptista e Anita Guerreiro e do maestro Nuno Feist.
O espetáculo, que contou com a colaboração de Vítor Pavão dos Santos, pretendia recordar algumas das melhores canções da Revista à Portuguesa.
Precisamente 10 anos mais tarde o espetáculo viria a ser reposto para a reabertura do Teatro da Trindade. Do elenco original mantiveram-se Henrique Feist e Anita Guerreiro e nele se estrearam Simone de Oliveira, FF e Anabela. Infelizmente, aquando desta data Fernanda Baptista já havia falecido. Já em Janeiro de 2014 nova reposição, desta feita no Coliseu dos Recreios. As cantoras Yola Dinis e Isabel Noronha foram convidadas para reforçar o elenco nas três noites que lotaram a mítica sala lisboeta.

### "Animais Nocturnos"
Este espetáculo, que visava a promoção e apresentação ao vivo do álbum Animais Nocturnos, teve a sua estreia no dia 11 de Outubro de 2004, no Teatro-Auditório do Casino Estoril.
Tratava-se de um espetáculo musical contemporâneo, com forte vertente multimédia, totalmente concebido, produzido e encenado por si. Do elenco, para além de Wanda faziam parte Eduardo Marques, os Kila G’s e um grupo de 11 bailarinos.
Com coreografias de Paulo Jesus, cenários de Paulo Prata Ramos e guarda-roupa do estilista João Rolo, o espetáculo percorreu todo país e alguns países do estrangeiro, tendo sido também apresentado no Teatro Politeama, em Lisboa, onde Wanda afirmou publicamente estar à espera do primeiro filho, no caso filha.
Após várias apresentações do espetáculo em diversos pontos do país, bem como no estrangeiro, no dia 15 de Agosto de 2005, Wanda foi responsável pelo encerramento de mais uma edição das Festas do Mar, anualmente promovidas pela Associação de Armadores e Pescadores de Cascais.

## Televisão

### "Grande Noite"
Aquando das audições para o musical "Maldita Cocaína" surge a oportunidade de entrar em “Grande Noite”, uma série de programas em formato de revista à portuguesa idealizado por Filipe La Féria para a RTP1. Inicialmente fez parte do coro e pouco a pouco conquistou o seu espaço. O programa, gravado no Teatro Variedades no Parque Mayer,  teve um enorme êxito estando em exibição entre 1992 e 1993.

### "Cabaret "
Em 1994 grava “Cabaret”, também de Filipe La Féria para a RTP1. Trata-se de uma série de programas de música e humor, gravados ao vivo no Teatro Politeama e onde Wanda ganha grande destaque.

### "100 Anos do Cinema Português"
Participa no espetáculo “100 Anos do Cinema Português” de Filipe La Féria. Uma homenagem aos primórdios do cinema nacional, complementando a segunda parte do Festival RTP da Canção 1996, realizado no Teatro Politeama. O elenco era formado por Carlos Paulo, Rita Ribeiro (atriz), Anabela, André Maia, Pedro Pernas, Sandra de Castro, Jorge Magalhães e o elenco infantil do musical "Jasmim ou o Sonho do Cinema".
Surge, pela primeira vez, com o cabelo azul que acaba por adotar como imagem de marca.

### "Homenagem a Vasco Santana"
Este espetáculo concebido por Filipe La Féria, como complemento da 2ª parte do Festival RTP da Canção 1998 no Teatro São Luiz, era composto por variadas rábulas de revista e números musicais inspirados no percurso artístico do conhecido ator. Wanda interpreta o tema “Fado alfacinha” do filme “Pátio das Cantigas” (1942) numa fusão de fado e tango, acompanhada pelo bailarino Paulo Jesus. Do elenco faziam parte Carlos Paulo, Helena Isabel, Rita Ribeiro (atriz), José Manuel Rosado, Maria Vieira, Adelaide Ferreira, Henrique Feist e Anabela.

### "Academia de Famosos"
Em 2003 Wanda Stuart aceitou a proposta da produtora Endemol e da TVI para compor o painel de concorrentes do programa Academia de Famosos. Tratou-se de um "Talent-Show", apresentado por Fernanda Serrano e Paulo Pires, em que os participantes submetiam-se a duas provas: uma interpretação de um tema do repertório pessoal e uma representação de um tema de um outro artista. No final de cada gala semanal, o concorrente menos votado pelo público acabava por ser expulso.
Para além disto o programa visava dar a conhecer o dia-a-dia de cada artista bem como os projetos em que se encontravam envolvidos. Do grupo de concorrentes fizeram parte Romana, Pedro Miguéis, Carlos Ribeiro (Ex-Excesso (banda)), Micaela, Rui Bandeira, Mico da Câmara Pereira, os "novos" Excesso, Catarina (Vencedora do Big Brother 3 (Portugal) e Pilar Homem de Melo.
Wanda decidiu participar com o intuito de promover o seu primeiro álbum de originais Animais Nocturnos.
Embora, na maioria das Galas, estivesse entre os artista menos votados, Wanda conseguiu chegar à final, conquistando o 4º lugar, abaixo de Carlos (3º), Pedro Miguéis (2º) e Romana, a vencedora. A vitória foi contestada por Carlos Castro (jornalista) que, crtiticando a TVI e a Endemol, afirmou "ser vergonhoso colocar uma mulher como Wanda Stuart num quarto lugar".

### Galas
|           | Cover                                                          | Canção Original                   | Expulsão               | Outros Nomeados                       |
| --------- | -------------------------------------------------------------- | --------------------------------- | ---------------------- | ------------------------------------- |
| 1ª Semana | "Big Spender" do musical Sweet Charity                         | "O Teu Cheiro"                    | Gala de Estreia        | —                                     |
| 2ª Semana | "Sparkling Diamonds" do musical Moulin Rouge!                  | “Vida de Mulher (Nada Vai Mudar)” | Pilar Homem de Melo    | Catarina e Wanda Stuart               |
| 3ª Semana | "Maybe This Time" do musical Cabaret                           | “Alguns Segredos…”                | Catarina               | Excesso e Wanda Stuart                |
| 4ª Semana | "All That Jazz" do musical Chicago (2002)                      | “Afinal Quem Está Louco?”         | Excesso                | Mico da Câmara Pereira e Wanda Stuart |
| 5ª Semana | "Kiss of the Spider Woman" do musical Kiss of the Spider Woman | "Gente da Noite"                  | Mico da Câmara Pereira | Rui Bandeira                          |
| 6ª Semana | "Fado Alfacinha" do Filme "Páteo das Cantigas"                 | "Tu e Eu Sabemos Bem"             | Rui Bandeira           | Micaela                               |
| 7ª Semana | '"I Got Rhythm" - dueto com Henrique Feist'                    | "Só Nós e Deus"                   | Micaela                | Carlos                                |
| 8ª Semana | "Diamonds are a Girl Best Friend" do musical Moulin Rouge!     | "Doa a Quem Doer (Sem Incomodar)" | Gala Final             | —                                     |

## Discografia
- 1999 - Pokémon Vamos Apanhá-los! (adaptação portuguesa das canções da conhecida série de animação televisiva)
- 2003 - Animais Nocturnos
- 2007 - Paulo Gozo: Ao Vivo no Coliseu (no dueto de "Sorry Seems to Be the Hardest Word")[68]

## Casinos
Em 1997 faz parte do programa de animação do Du Art Garden no Casino Estoril. Acompanhada ao piano pelo maestro Mário Rui, recordava grandes nomes da música internacional.
Em Agosto de 2006, já depois de ter dado à luz a sua primeira e única filha, regressa aos palcos num espetáculo intimista no Arena Lounge, do Casino Lisboa. O conceito era simples: cada noite, um novo “show”. Acompanhada ao piano pelo maestro Mário Rui, Wanda revisitou temas célebres da música nacional e brasileira passando também pela canção francesa e alemã e sem esquecer, claramente, temas incontornáveis do musical americano.

## Curiosidades
Em 1999 foi convidada por Filipe La Féria para integrar o elenco do musical "Amália". Devido a divergências, já ultrapassadas, com o encenador acabou por abandonar o projeto.
No início do novo milénio, foi agraciada com o prémio da Revista "Eles & Elas" para Mulher Espetáculo do Ano 2000, uma homenagem à sua versatilidade enquanto artista.
Foi convidada a participar no Big Brother Famosos 1, convite que acabou por recusar.
Em 2003 surgiram rumores na imprensa de que formaria o quarteto de jurados de Ídolos (1.ª edição), o que acabou por não se concretizar.
Foi durante largos anos imagem de marca do costureiro João Rôlo e do cabeleireiro Eduardo Beauté.

## Percurso

### Teatro
- 1992-1993 - Maldita Cocaína
- 1995-1996 - De Afonso Henriques a Mário Soares
- 2007 - Música no Coração
- 2009 - Piaf
- 2014- Tomorrow Morning

### Espetáculos
- 1996 - Wanda Sonora, Banda Stuart
- 1997 - Trumpenstein
- 1998 - Wanda a Broad & Bot Fly Away
- 1998 - Music
- 1999 - Fênix e Stuart
- 2002 - Music Calls (com Henrique Feist, numa homenagem aos 100 anos da Broadway)
- 2002-2003 - Esta Vida é uma Cantiga
- 2003 - Kantigamente[77]  (comemoração dos 45 Anos de Carreira de Simone de Oliveira)[78]
- 2003 - Grandes Mestres do Musical Americano

### Televisão
- 1992-1993 - Grande Noite, RTP1
- 1994-1995 - Cabaret, RTP1
- 1995 - Noite de Reis,[3] RTP1

(cantora convidada, homenageia Júlia Barroso interpretando os temas "Adeus, não Afastes os Teus Olhos dos Meus" e "Assim, assim")
- 1996 - Miss Portugal 1996 (apresentadora, encarnando a figura de Carmen Miranda ao lado de Carlos Quintas), RTP1
- 1996 - 100 Anos do Cinema Português, RTP1

(complemento do Festival RTP da Canção 1996 realizado no Teatro Politeama)
- 1998 - Homenagem a Vasco Santana, RTP1

(complemento do Festival RTP da Canção 1998 realizado no Teatro São Luiz)
- 2000 - O Último Natal,[79] SIC

(Telefilme realizado por André Cerqueira, com argumento de Rui Vilhena.
- 2000 - Espetáculo de Fim de Ano, RTP1

(cantora convidada, interpreta Reach (canção) de Gloria Estefan)
- 2002 - Fábrica das Anedotas (atriz convidada), RTP1
- 2002 - Vamos à Revista (atriz convidada), RTP1
- 2002 - Gala de Natal da TVI, TVI

(cantora convidada, interpreta o tema All I Want for Christmas Is You de Mariah Carey em dueto com Henrique Feist)
- 2003 - Academia de Famosos, TVI
- 2003 - Gala de Natal da TVI, TVI

(cantora convidada, interpreta uma versão de My Way de Frank Sinatra em dueto com Manuel Luís Goucha)
- 2004-2005 - Às 2 por 3 (comentadora), SIC
- 2004 - Gala dos Anos 60, SIC
- 2004 - Gala Festa de Verão na Casa do Castelo, SIC
- 2004 - Gala do Cinema, SIC
- 2004 - HermanSIC Especial Fim de ano (cantora convidada), SIC
- 2005 - Gala Broadway, SIC
- 2005 - Música no Ar, RTP1
- 2006 - Canta Por Mim, TVI

(cantora convidada, interpreta o tema O Meu Amor do musical Ópera do Malandro em dueto com Lili Caneças)
- 2006 - Campo Pequeno de Novo em Grande, RTP1
- 2007 - Gala das 7 Maravilhas, TVI
- 2008 - Dança Comigo 4ª Temporada (concorrente),[81] RTP1
- 2009 - Uma Canção Para Ti, TVI

(cantora convidada, interpreta uma versão do tema Smile (canção de Charlie Chaplin com Pedro Garcia, Mariana Imaginário e Diogo Sabino na 1ª Semifinal da 3ª edição do programa)
- 2012 - A Tua Cara Não Me É Estranha - Duetos (cantora convidada), TVI
- 2012 - Gala das Estrelas, TVI

(cantora convidada, interpreta um "medley" de Cabaret (musical) em dueto com Maria João Abreu)
- 2013 - A Tua Cara não Me É Estranha (3.ª edição) (concorrente), TVI
- 2013 - Gala das Estrelas, TVI

(cantora convidada, interpreta o tema "Be Italian" do musical "Nine" e uma versão de All I Want for Christmas Is You em dueto com Manuel Luís Goucha)
- 2014 - A Tua Cara não Me É Estranha: Kids (mentora/concorrente), TVI
- 2015-2017 - Você na TV!, (cantora residente), TVI
- 2016 - A Tua Cara não me é Estranha (4.ª edição) - Especial de Natal (cantora convidada), TVI
- 2017 - A Tua Cara não me é Estranha - Especiais (concorrente), TVI